# 친추축국 정부 또는 점령지 목록
이 목록은 친추축국 지도자 정부 또는 직접 점령지에 관한 목록이다. 이 목록에는 다음 조건으로 들어간다.
1. 일부 토착 친추축국 지도자의 정부
2. 지방 공동 행정부 통치 지역
3. 친추축국 세력의 직접 지배 지역

## 목록
- 알바니아 - 1945년까지
- 보헤미아 및 모라바 - 1945년까지
- 카르파티아 루테니아 - 1944년까지
- 벨기에 - 1944년까지
- 바나트 - 1944년까지
- 바치카 - 1944년까지
- 보스니아 - 1944-45년까지
- 헤르체고비나 - 1944-45년까지
- 달마티아 - 1945년까지
- 슬로베니아(크란스카) - 1945년까지
- 오스트리아 연안 지대(퀴스텐란트) - 1945년까지
- 노비판자르 센잭 - 1944년까지
- 트란실바니아(시에밴버젠) - 1944년까지
- 코소보 - 1944년까지
- 마케도니아 - 1944년까지
- 몬테네그로 - 1944년까지
- 세르비아 - 1944년까지
- 크로아티아 - 1945년까지
- 슬라보니아 - 1944년까지
- 갈리치아 - 1944년까지
- 도브루자 - 1944년까지
- 부코비나 - 1944년까지
- 베사라비아 - 1944년까지
- 트란스니스트리아 - 1944년까지
- 몰다비아 - 1944년까지
- 네덜란드 - 1944년까지
- 룩셈부르크 - 1944년까지
- 프랑스(독일의 프랑스 점령 지역) - 1944년까지
- 채널 제도(독일의 브리튼 제도 점령 지역) - 1945년까지
- 그리스 - 1944년까지
- 덴마크 - 1945년까지
- 도데카니사 제도 - 1943년까지
- 노르웨이 - 1945년까지
- 에스토니아 - 1944년까지
- 라트비아 - 1944년까지
- 리투아니아 - 1944년까지
- 우크라이나 - 1944년까지
- 벨라루스 - 1944년까지
- 러시아(점령 지역) - 1944년까지
- 캅카스(북부 지역) - 1943년까지
- 폴란드 총독부(독일이 점령한 폴란드 지역의 행정부)
- 시리아 - 1941년까지
- 레바논 - 1941년까지
- 모로코 - 1943년까지
- 알제리 - 1943년까지
- 튀니지 - 1943년까지
- 리비아 - 1943년까지
- 에티오피아 - 1941년까지
- 소말리아 - 1941년까지
- 지부티 - 1942년까지
- 마다가스카르 - 1942년까지
- 홍콩(주릉)(일본이 영국 영토를 점령) - 1945년까지
- 마카오(일본이 포루투갈 영토를 점령) - 1945년까지
- 필리핀 - 1945년까지
- 버마 - 1945년까지
- 말라야(말리카) - 1945년까지
- 싱가포르 - 1945년까지
- 브루나이 - 1945년까지
- 네덜란드령 동인도(인도네시아) - 1945년까지
- 크리스마스섬(일본이 영국 영토를 점령) - 1945년까지
- 동티모르(일본이 포루투갈 영토를 점령) - 1945년까지
- 뉴기니(일본이 오스트레일리아 영토를 점령) - 1945년까지(뉴브리튼섬)
- 안다만 니코바르 제도(일본이 인도 영토를 점령) - 1945년까지
- 애투섬(일본이 미국 영토를 점령) - 1942년까지
- 키스카섬(일본이 미국 영토를 점령) - 1942년까지
- 솔로몬 제도 - 1943년까지
- 길버트 제도 - 1944년까지
- 괌 - 1944년까지
- 웨이크섬 - 1945년까지
- 나우루 - 1945년까지

## 같이 보기
- 점령
- 크비슬링 (적을 돕는 부역자)
- 협업